# Mulțime nenumărabilă
În teoria mulțimilor, o mulțime nenumărabilă este o mulțime infinită care conține un număr prea multe elemente, astfel încât acestea nu pot fi numărate sau puse în corespondență biunivocă cu mulțimea numerelor naturale. Proprietatea unei mulțimi de a fi nenumărabilă este legată de cardinalul său: o mulțime este nenumărabilă dacă numărul cardinal al său este mai mare decât cel al mulțimii numerelor naturale. Numerele reale sunt o mulțime nenumărabilă.
Un segment de dreaptă este un exemplu binecunoscut de mulțime nenumărabilă din geometrie. Acesta este totodată și o mulțime mărginită. Măsura acesteia este valoarea numerică a mărimii lungime.
Segmentul de dreaptă din punct de vedere algebric este un interval numeric pe dreapta reală.